# Christiaan Pieter Willem Kriens
Christiaan Pieter Willem Kriens (sr.), beter bekend als Ch.P.W. Kriens, (Den Haag, 18 mei 1853 – Haarlem, 9 juni 1925) was een Nederlands dirigent en klarinettist als ook violist en componist.
Hij was zoon van Teunis Johannes Kriens en Anna Everdina van Honstede. Hijzelf was getrouwd met Elisabeth Jacoba Fuchs. Broer Louis P. Kriens zat ook in de muziek net als Christiaans zonen Christiaan Kriens en Martinus Kriens. Dochter Elisabeth Jacoba Kriens, ook even musicus, huwde met de Haarlemse concertmeester Willem Knikker. Christiaan senior overleed in het ziekenhuis Sint Johannes de Deoziekenhuis in Haarlem aan aderverkalking en werd begraven op Westerveld.
Hij kreeg zijn muziekopleiding van 1863 tot 1869 aan de Haagse Muziekschool. Daarna trad hij toe tot het Stedelijk Orkest Utrecht en van een plaatselijk strijkkwartet. In 1870 nam hij de functie van klarinettist op zich in het orkest (Royal) Surrey Gardens in Londen geleid door Alban met wie hij in 1873 nog een tournee door Engeland verzorgde. Hij vertrok rond 1873 naar Italië om er te gaan spelen in privé-orkesten in Nice en Lugano en er volgden concertreizen naar Frankrijk en Italië. Hij kwam terug naar Nederland en werd er in 1877 soloklarinettist bij het Paleisorkest in het Paleis voor Volksvlijt in Amsterdam. In 1880 vertrok hij weer, nu naar de Sächsischen Staatskapelle Dresden (Hofkapel). Hij was na een concours aldaar aangetrokken als klarinettist voor het leven, maar het daaropvolgende jaar maakte hij al weer deel uit van het orkest van Bilse, waarmee hij door Duitsland en Rusland trok. Weer terug in Nederland werd hij kapelmeester van het orkest van een in Den Bosch gelegen regiment, dat hij ombouwde tot een symfonieorkest. Na vijf jaar vertrok hij naar Haarlem om er leiding te gaan geven aan de Stafmuziek der Schutterij Haarlem en Haarlemse Orkest Vereeniging. Vanaf 1901 gaf hij klarinet- en kamermuziekles aan het Conservatorium in Den Haag. In 1920 ging hij met pensioen. De muziekgids van Melchior noemde hem een van de beste klarinettisten van zijn tijd.
Hij schreef ook enkele werken, zoals een Vioolconcert in D majeur, Sons du soir en Souvenir de San Sebastian.
- Nederlandse Thesaurus van Auteursnamen: 338983163
- Virtual International Authority File: 285146205